# Pallanuoto alla XXVII Universiade
Il torneo di pallanuoto della XXVII Universiade si è svolto a Kazan', in Russia, dal 5 al 17 luglio 2013. Al torneo maschile hanno partecipato 12 rappresentative, a quello femminile 8.

## Podi

### Uomini
| Evento                         | Oro      | Argento | Bronzo |
| Pallanuoto maschile (dettagli) | Ungheria | Russia  | Serbia |

### Donne
| Evento                          | Oro    | Argento  | Bronzo |
| Pallanuoto femminile (dettagli) | Russia | Ungheria | Italia |